# Gianni 7
Gianni 7 è il 7º album di Gianni Morandi, pubblicato nel 1970.

## Tracce
Lato A
1. Capriccio (Franco Migliacci/Dario Farina, Mauro Lusini) - 2'41"
2. Che cosa c'è (Gino Paoli) - 2'36"
3. Torno sulla terra (Fly Me to the Heart) - 2'45"
4. Un poco di pioggia (Shel Shapiro) - 3'14"
5. Al bar si muore (Franco Migliacci/Claudio Mattone) - 4'03"
6. Vagabondo - 3'13"

Lato B
1. Chissà... però... (Franco Migliacci/Marcello Marrocchi e Vittorio Tariciotti) - 2'51"
2. Un po' di pena (Gino Paoli/Gabriele Balducci) - 2'52"
3. Occhi di ragazza (Gianfranco Baldazzi, Sergio Bardotti/Lucio Dalla) - 2'52"
4. Una che dice di si (Here, There and Everywhere) - 2'33"
5. Il corvo impazzito (Mauro Lusini) - 4'08"
6. Più voce che silenzio (El condor pasa) (Mimma Gaspari) - 3'14"